# Sant Pere de Granyena de Segarra
Sant Pere de Granyena de Segarra és una església de Granyena de Segarra (Segarra) inclosa a l'Inventari del Patrimoni Arquitectònic de Catalunya.

## Descripció
L'església de Sant Pere està situada a la plaça Sant Pere de la vila, aïllada de qualsevol edificació, d'una sola nau, planta rectangular i teulada a doble vessant. Presenta un aparell de carreus mitjans, disposats en filades més o menys regulars, malgrat tot, hi ha també restes de pegats d'arrebossat a alguns sectors de la façana principal. Ambdós murs laterals de l'església hi ha l'estructura de reforçament mitjançant tres contraforts a cada costat. A la façana principal hi ha la porta d'accés a partir d'una estructura d'arc rebaixat i cantells bisellats. A la clau de l'arc de la porta d'entrada ens apareix la data de construcció "1738". Per sobre d'aquesta porta, apareix una finestra, també, amb estructura d'arc rebaixat. Remodelacions posteriors fan que a la seva façana principal s'adhereixin elements decoratius prou significatius. A la part esquerra de la façana principal hi troben part de la decoració del que devia ser una font ornamental, que encara avui tenim el relleu de la seva cronologia "1937". Posteriorment, l'estructura de la pica d'aigua de la font, desapareix i en el seu lloc i encastat a la part esquerra de la façana, s'integra un banc corregut que abraça també una part del mur lateral esquerra d'aquesta església.